# Riu Illinois
L’Illinois és un afluent principal del riu Mississipi, aproximadament fa 439 km de llarg i el seu cabal és de 657 m3/s, es troba a l'estat d'Illinois als Estats Units. Aquest riu ja des del temps dels amerindis i els primers comerciants de pells francesos era la principal via fluvial que connectava els Grans Llacs amb el Mississipi. Gràcies a la construcció de canals té un gran paper en la navegació interior dels vaixells industrials.

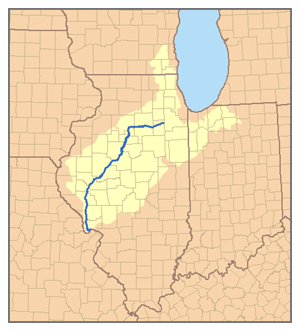
Mapa del riu

El riu Illinois el formen la confluència del Kankakee i el riu Des Plaines a uns 16 km al sud-oest de Joliet (Illinois). La ciutat principal a la seva riba és Peoria.